# Cámara de Comercio de EE.UU. en España
La Cámara de Comercio de EE. UU. en España es una institución no gubernamental fundada en 1917 con el objeto de fomentar la interacción de las empresas españolas con intereses en Estados Unidos y compañías estadounidenses asentadas en España. En la actualidad posee alrededor de 400 empresas asociadas, que tienen una facturación total de 248.000 millones de euros, lo cual representa el 24% del PIB nacional. Entre los socios de la Cámara (o "AmChamSpain", como también se la conoce) se encuentran la mayoría de las grandes empresas estadounidenses establecidas en España, la práctica totalidad de las empresas del Ibex-35, así como un destacado número de Pymes de ambos países.
La Cámara de Comercio de EE. UU. en España (AmChamSpain) celebra diferentes tipos de eventos donde sus socios encuentran un espacio único y exclusivo donde poder compartir información, relacionarse entre ellos y obtener acceso a altos representantes del gobierno central y autonómicos, así como a los miembros de la Administración de EE. UU. que visitan España.  
Los eventos de AmChamSpain se han convertido en una de las plataformas más relevantes y prestigiosas donde las empresas españolas y estadounidenses encuentran un espacio idóneo para el networking entre empresas, y sobre todo el diálogo e intercambio de buenas prácticas empresariales y opiniones.    
Los comités de trabajo son el verdadero motor de advocacy de AmChamSpain. Los socios orientan la labor de advocacy de la organización y las acciones vinculadas a la misma a través de su participación voluntaria en los grupos y comités de trabajo, que se adaptan a sus intereses o áreas de especialización. Estos comités se reúnen periódicamente (al menos 3 -4 veces al año) para discutir los principales asuntos de interés y desarrollar su plan de acción en función del entorno económico y político o los hitos en sus diferentes sectores.

## Historia reciente
Desde el 2002 la Cámara ha organizado sucesivas delegaciones empresariales del Presidente del gobierno de España a EE. UU. (José María Aznar en 2003, José Luis Rodríguez Zapatero en 2008 y 2010, Mariano Rajoy en 2014 y Pedro Sánchez en 2018 y 2021). Asimismo, en el año 2008 hizo una campaña de lobby en EE.UU para que España atendiese a las reuniones del G-20 como observador. Por otra parte, la Cámara ha impulsado numerosos cambios legislativos en materia de propiedad intelectual, en temas laborales y comerciales, y en el marco fiscal, incluyendo el nuevo Tratado de Doble Imposición entre España y EE. UU. autorizado el pasado mes de julio de 2019 por el Departamento del Tesoro de EE. UU..
En 2017, la Cámara de Comercio de EE. UU. en España celebró 100 años en España en el Teatro Real de Madrid. Su Majestad el Rey de España presidió el principal acto conmemorativo del centenario y fue recibido por la presidenta del Congreso de los Diputados, Ana Pastor; el ministro de Asuntos Exteriores y de Cooperación, Alfonso Dastis; el encargado de negocios de la Embajada de los Estados Unidos de América en España, Benjamin G. Ziff; el presidente de la Cámara de Comercio de Estados Unidos en España, Jaime Malet; y por el director general del Teatro Real, Ignacio García-Belenguer. Seguidamente, Don Felipe tuvo también ocasión de saludar a los patrocinadores del evento, así como al director del Gabinete de la Presidencia del Gobierno, Jorge Moragas; al secretario de Estado de Asuntos Europeos, Jorge Toledo; al alto comisionado del Gobierno para la Marca España, Carlos Espinosa de los Monteros; al secretario de Estado de Defensa, Agustín Conde; al secretario de Estado de Seguridad, José Antonio Nieto; al director del Centro Nacional de Inteligencia, Félix Sanz Roldán y, por último; a la secretaria de Estado de Comercio, María Luisa Poncela; entre otras autoridades.
A través de una asociación única entre Concordia y la Cámara de Comercio Estadounidense en España, el 26 de junio de 2019, la Cámara celebró una conferencia internacional en Madrid, España, bajo el título "Concordia - AmChamSpain Europe Summit" que reunió a líderes mundiales de América Latina y Europa, jefes de misiones diplomáticas, miembros del gobierno estadounidense y español, directores generales y expertos de diferentes campos para analizar y debatir la actualidad en España, Estados Unidos. Estados, Europa y América Latina con el fin de abordar preocupaciones económicas, geopolíticas, de género y otras preocupaciones relevantes relacionadas con los negocios a través de paneles temáticos.
En 2020, la Cámara intensificó su actividad durante la pandemia provocada por el Covid-19, redoblando los esfuerzos para la defensa de los intereses de sus empresas asociadas. Se siguió muy de cerca las medidas y disposiciones promulgadas por el Gobierno para elevar la voz de los socios al respecto. En este sentido, se remitieron numerosas cartas al Gobierno, en la que se proponían medidas dirigidas a aliviar la situación de aquellos sectores y empresas especialmente afectadas por la pandemia y se solicitaban medidas específicas de apoyo a las empresas del sector turístico y actividades relacionadas. También se pronunció sobre la movilidad internacional de trabajadores (especialmente aquellos relacionados con los servicios esenciales) y sobre la limitación de actividad de las industrias no esenciales. La Cámara también dio visibilidad a las contribuciones sociales realizadas por sus empresas socias para aliviar el impacto socioeconómico de la crisis provocada por la pandemia a través de la publicación "Los socios de AmChamSpain frente la Covid-19", y cómo estas muestras de altruismo forman parte esencial del ADN y de la tradición de los intereses de vinculación transatlántica que representa la Cámara.

## Vínculos
La Cámara de Comercio de EE. UU. en España forma parte de la red de "AmChams" repartidas alrededor del mundo y a la Cámara de Comercio de Estados Unidos, que es -desde su fundación en el año 1902- el grupo de lobby más importante de ese país.

### Presidente
Jaime Malet es un empresario y abogado español, presidente de la Cámara de Comercio de Estados Unidos en España y CEO de TELAM Partners.
Es licenciado en Derecho por la Universidad de Barcelona; Máster (LLM) en Derecho Internacional y Economía por la Universidad de Houston; Programa de posgrado de fiscalidad (AGT) por ESADE y Programa de Alta Dirección (PADE) por IESE.
Malet preside la Cámara de Comercio de Estados Unidos desde 2002 y como presidente de la Cámara, ha sido el encargado de coordinar sucesivas delegaciones empresariales de los Presidentes del Gobierno de España a Estados Unidos: 2003 José María Aznar; 2008 y 2010 José Luis Rodríguez Zapatero; 2014 Mariano Rajoy; y 2018, 2019 y 2021 Pedro Sánchez. En el año 2008 hizo una campaña de lobby en Estados Unidos para que España atendiese a las reuniones del G-20 como observador.
Malet también es CEO y Fundador de TELAM Partners, una firma de consultoría estratégica internacional, especializada en la financiación ESG y en la implementación y expansión global de proyectos de infraestructura, tecnología y energía.
Por otro lado, Malet forma parte del grupo de expertos del World Economic Forum (WEF) y asiste al foro de Davos. Es miembro del Consejo de Acción Empresarial de la CEOE y también de los patronatos de la Fundación Consejo España-Estados Unidos, de la Fundación Joan Boscá y de la Fundación Código Venezuela.
Malet ha asesorado estratégicamente como senior advisor o parte del equipo directivo a grandes compañías como NextEra Energy, Cisco Systems, Alvarez & Marsal, Sacyr, Tyco Electronics, Betfair, Air Products, Itinere, T-Systems, Indra Systems y Cosentino. Preside el Consejo Asesor de Zurich Insurance Group en España. Como inversor ha apoyado también a numerosas start ups con tecnologías disruptivas.

### Presidentes anteriores
- Philip J. Brewer, 1917-1918
- Harry L. Van Tress, 1919-1920
- Melville M. Smith, 1921-1923
- Wiliam E. Powell, 1924-1927
- John H. Jordain, 1928-1930
- Martin L. Glidewell, 1931-1932
- Robert B. Gwynn, 1993
- John E. Hill, 1934-1935
- John W. Bigham, 1936
- Ramón Pañella (en funciones), 1936-1939
- Antonio B. Caragol, 1940-1941
- Homer W. Eddy (en funciones), 1942
- Ramón Pañella (en funciones), 1942-1946
- Max H. Klein, 1946-1954
- Richard Ford, 1954-1956
- Max H. Klein, 1956-1960
- William G. Abouchar, 1960-1965
- Lawrence E. Bell, 1966-1969
- Paul N. Temple, 1969-1970
- Peter Danos, 1970-1971
- Emil P. Larricq, 1971-1973
- Hugh de N. Wynne, 1973-1975
- William H. Singleton, 1975-1979
- James A. Baker, 1979-1983
- Max H. Klein, 1983-1987
- Steven K. Winegar, 1987-1991
- Max H. Klein, 1991-1995
- James A. Baker, 1995-1999
- Felipe Saiz Vilalta, 1999-2002
- Jaime Malet Perdigo, 2002-Actualidad